# Monte San Giovanni Campano
Monte San Giovanni Campano település Olaszországban, Lazio régióban, Frosinone megyében. Lakosainak száma 12 009 fő (2023. január 1.). Monte San Giovanni Campano Arce, Arpino, Boville Ernica, Castelliri, Fontana Liri, Sora, Strangolagalli és Veroli községekkel határos.

## Népesség
A település lakossága az elmúlt években az alábbi módon változott:
| Lakosok száma | 12 847 | 12 706 | 12 009 |
|               | 2017   | 2018   | 2023   |